# Caorches-Saint-Nicolas
Caorches-Saint-Nicolas és un municipi francès situat al departament de l'Eure i a la regió de Normandia. L'any 2007 tenia 577 habitants.

## Demografia

### Població
El 2007 la població de fet de Caorches-Saint-Nicolas era de 577 persones. Hi havia 226 famílies, de les quals 44 eren unipersonals (8 homes vivint sols i 36 dones vivint soles), 93 parelles sense fills, 85 parelles amb fills i 4 famílies monoparentals amb fills.
La població ha evolucionat segons el següent gràfic:
Habitants censats

### Habitatges
El 2007 hi havia 265 habitatges, 230 eren l'habitatge principal de la família, 23 eren segones residències i 12 estaven desocupats. 260 eren cases i 3 eren apartaments. Dels 230 habitatges principals, 194 estaven ocupats pels seus propietaris, 32 estaven llogats i ocupats pels llogaters i 4 estaven cedits a títol gratuït; 8 tenien dues cambres, 31 en tenien tres, 61 en tenien quatre i 129 en tenien cinc o més. 180 habitatges disposaven pel capbaix d'una plaça de pàrquing. A 112 habitatges hi havia un automòbil i a 107 n'hi havia dos o més.

### Piràmide de població
La piràmide de població per edats i sexe el 2009 era:
| Homes | Edats   | Dones |
| ----- | ------- | ----- |
| 0     | 95 o +  | 0     |
| 0     | 90 a 94 | 0     |
| 12    | 85 a 89 | 8     |
| 0     | 80 a 84 | 4     |
| 4     | 75 a 79 | 0     |
| 4     | 70 a 74 | 8     |
| 28    | 65 a 69 | 12    |
| 12    | 60 a 64 | 20    |
| 28    | 55 a 59 | 32    |
| 16    | 50 a 54 | 20    |
| 12    | 45 a 49 | 8     |
| 20    | 40 a 44 | 24    |
| 40    | 35 a 39 | 32    |
| 0     | 30 a 34 | 24    |
| 16    | 25 a 29 | 4     |
| 8     | 20 a 24 | 12    |
| 20    | 15 a 19 | 12    |
| 24    | 10 a 14 | 28    |
| 12    | 5 a 9   | 24    |
| 8     | 0 a 4   | 24    |

## Economia
El 2007 la població en edat de treballar era de 362 persones, 263 eren actives i 99 eren inactives. De les 263 persones actives 243 estaven ocupades (130 homes i 113 dones) i 20 estaven aturades (8 homes i 12 dones). De les 99 persones inactives 51 estaven jubilades, 27 estaven estudiant i 21 estaven classificades com a «altres inactius».

### Ingressos
El 2009 a Caorches-Saint-Nicolas hi havia 243 unitats fiscals que integraven 602 persones, la mediana anual d'ingressos fiscals per persona era de 19.996 €.

### Activitats econòmiques
Dels 22 establiments que hi havia el 2007, 1 era d'una empresa de fabricació de material elèctric, 4 d'empreses de fabricació d'altres productes industrials, 8 d'empreses de construcció, 2 d'empreses de comerç i reparació d'automòbils, 1 d'una empresa de transport, 2 d'empreses d'informació i comunicació, 2 d'empreses financeres, 1 d'una empresa de serveis i 1 d'una empresa classificada com a «altres activitats de serveis».
Dels 4 establiments de servei als particulars que hi havia el 2009, 2 eren paletes, 1 lampisteria i 1 electricista.
L'any 2000 a Caorches-Saint-Nicolas hi havia 17 explotacions agrícoles que ocupaven un total de 704 hectàrees.

## Equipaments sanitaris i escolars
El 2009 hi havia una escola elemental.

## Poblacions més properes
El següent diagrama mostra les poblacions més properes.